# Vuokatti
Vuokatti is een plaats in de gemeente Sotkamo in de Finse regio Kainuu.
Aangenomen wordt dat deze stad een groot bolwerk was van de Samen, een nomadisch volk uit Noord-Europa. In de stad bevindt zich een sportpark met langlauftunnel. In 2013 werd in de regio het wereldkampioenschap oriëntatielopen gehouden.